# Ectypia
Ectypia is een geslacht van vlinders van de familie spinneruilen (Erebidae), uit de onderfamilie Arctiinae.

## Soorten
- E. bivittata Clemens, 1861
- E. clio Packard, 1864
- E. mexicana Dognin, 1911